# Fnord
Fnord es la representación tipográfica de la desinformación o de la información irrelevante con la intención de desviar, con la implicación de una conspiración mundial. La palabra fue acuñada como un término sin sentido con subtonos religiosos en el texto religioso discordiano Principia Discordia (1965) de Kerry Thornley y Greg Hill, pero fue popularizado por la trilogía de novelas de ficción conspirativa satírica Trilogía Illuminatus! (1975), de Robert Shea y Robert Anton Wilson.

## Definición y uso

### LaTrilogía Illuminatus!
En estas novelas, a la interjección «fnord» se le da un poder hipnótico sobre los no iluminados. Bajo el programa Illuminati, a los niños de escuela primaria se les enseña a ser incapaces de ver conscientemente la palabra «fnord». Por el resto de sus vidas, cada aparición de la palabra genera subconscientemente un sentimiento de inquietud y confusión, y previene la consideración racional del tema. Esto resulta en un perpetuo estado subgradual de temor en el pueblo. El gobierno actúa bajo la premisa de que un pueblo temeroso le mantiene en el poder.
En la obra de Shea y Wilson, los fnords están dispersados adredemente en el texto de los periódicos y las revistas, causando miedo y ansiedad en aquellos que le dan seguimiento a los eventos actuales. Sin embargo, no hay fnords en los anuncios comerciales, alentando el desarrollo de una sociedad consumidora. Está implícito en los libros que «fnord» no es la verdadera palabra usada para esta tarea, sino que es un mero substituto, dado que la mayoría de los lectores no serían capaces de ver la palabra verdadera.
Ver los fnords significa no ser afectado por el supuesto poder hipnótico de la palabra o, más imprecisamente, de otras palabras conflictivas. Una expresión más común del concepto sería «leer entre líneas». El término también puede ser usado para referirse a la experiencia de estar consciente de la ubicuidad de un fenómeno tras haberlo observado por primera vez. La frase «he visto los fnords» se hizo famosa en un grafiti en un puente férreo —conocido localmente como Puente Anarquía, entre Earlsdon y Coventry en el Reino Unido— en el centro de la ciudad entre las décadas de 1980 y 1990, hasta que el puente fue renovado. El puente y la frase fueron mencionados en la novela A Touch of Love, de Jonathan Coe.

### Discordianismo
«Fnord» es una palabra popular entre los seguidores del discordianismo. Su uso en la Principia Discordia precede el de la Trilogía Illuminatus! por varios años. Se usa a menudo en Usenet y otros círculos informáticos para indicar una frase aleatoria o surreal, un subtexto coercivo o cualquier cosa discordante —ya sea adrede o no—.

### Otras subculturas
El término también es usado a menudo por hackers y programadores como una variable metasintáctica. Aparece en Arise!, la película de reclutamiento de la Iglesia de los subgenios, y es usada en el grupo de noticias de SubGenius, alt.slack.